# André Martinet
André Martinet (Saint-Alban-des-Villards, 12 aprile 1908 – Châtenay-Malabry, 16 luglio 1999) è stato un linguista francese.Tra i più importanti linguisti del XX secolo, si dedicò principalmente a studi di fonologia (sincronica e diacronica); diede anche importanti contributi all'indoeuropeistica, in particolare alla ricostruzione della fonologia della lingua protoindoeuropea.

## Biografia
Nato a Saint-Alban-des-Villards, in Savoia, fu allievo di Antoine Meillet. Dal 1947 insegnò alla Columbia University di New York; in seguito, nel 1955, rientrò in patria per insegnare alla Sorbona di Parigi. Nel 1993 diede alle stampe la sua autobiografia intellettuale, Mémoires d'un linguiste: vivre les langues, conversazione con Georges Kassai.

## Gli studi

### Linguistica generale
Nei suoi studi di linguistica generale, Martinet elaborò una mediazione tra lo strutturalismo di scuola europea, elaborato da Ferdinand de Saussure e Louis Trolle Hjelmslev, e la linguistica statunitense. Considerò la fonologia come fonetica funzionale, applicando in seguito i medesimi principi alla sintassi (Syntaxe générale, 1985).
A lui si devono la teoria della divisione articolatoria del linguaggio e il principio di economia. La sua teoria enuncia che il linguaggio si può dividere in due articolazioni. La prima articolazione si riferisce al fatto che ogni messaggio è scomponibile in una serie di elementi minimi dotati di significato - detti "monemi". Questi, a loro volta, sono di due tipi: lessemi e morfemi. I primi sono gli elementi minimi dotati di significato lessicale, mentre i secondi sono unità minime dotate di significato grammaticale. Per esempio, nella parola "gatt-in-o": gatt- = lessema, -in- = morfema suffisso diminutivo, -o = morfema che definisce il valore grammaticale, in questo caso maschile singolare. La seconda articolazione prevede la divisione della parola non nei suoi elementi minimi che danno significato, bensì in elementi distintivi al di sotto dei quali si perde il significato della parola (per esempio, pollo/bollo).
Il principio di economia riguarda il fatto che il linguaggio necessita di un'esigenza economica, quindi un minor sforzo articolatorio, contro il maggiore rendimento funzionale. Martinet sosteneva che tutte le lingue avessero lo stesso destino, ovvero che a lungo andare sarebbero diventate prive di desinenze o perfino senza grammatica.

### Linguistica comparata e indoeuropea
In Des steppes aux océans (1986) Martinet espose organicamente le sue posizioni indoeuropeistiche, sostenendo la teoria kurganica per spiegare il processo di indoeuropeizzazione dell'Eurasia.
Nella ricostruzione della fonologia della lingua protoindoeuropea, Martinet portò alle estreme conseguenze la linea di ricerca che, muovendo dalle intuizioni di Ferdinand de Saussure, tendeva a ridurre il numero delle vocali da attribuire all'indoeuropeo. Fu anzi proprio Martinet a definire 'analisi componenziale' il metodo seguito da De Saussure, secondo il quale è possibile ricostruire almeno in parte le caratteristiche di un fonema perduto attraverso l'analisi delle influenze che - tramite la sua presenza prima, tramite il processo della sua scomparsa poi - ha avuto su quelli circostanti. Sviluppando ulteriormente le proposte di Francisco Rodríguez Adrados e Jerzy Kuryłowicz, che avevano suggerito di ridurre il sistema vocalico indoeuropeo ai soli due membri /e/ e /o/, Martinet considerò questi due fonemi come allofoni che si alternavano in radici e suffissi (insieme al grado zero) senza alterarne il significato; propose pertanto una formulazione del vocalismo a un solo membro. Il linguista francese replicò quindi alle obiezioni di quanti ritenevano inverosimile un tale vocalismo, sia per rarità tipologica, sia per impossibilità funzionale. Martinet ricordò l'esistenza di due lingue caucasiche a una sola vocale (anche se in seguito la linguistica avrebbe rivisto la valutazione di quei casi, classificandole piuttosto tra le lingue a tre vocali), e soprattutto argomentò che la povertà del sistema vocalico poteva non rappresentare necessariamente un ostacolo alla funzionalità di una lingua, se questa avesse avuto un numero di consonanti sufficientemente elevato da consentire la formazione di un numero adeguato di sillabe. Concretamente, per l'indoeuropeo Martinet arrivò a postulare una trentina di membri, senza tuttavia riuscire a raccogliere significativi consensi alla sua ipotesi.
Nell'ambito del consonantismo, il sistema attribuito da Martinet all'indoeuropeo comune spicca dunque per ricchezza di membri. Ipotizzò la presenza di varie occlusive prenasalizzate (mph, nt, nth, ntʔ) e fornì una particolare formulazione della teoria delle laringali a dieci elementi, spesso labializzati: χ, ʁ, χw, ʁw, ḳ, ʕ, ḳw, ʕw, ʔ, h. Si tratta dell'inventario più ricco tra quelli proposti nell'ambito della teoria delle laringali. Aderendo alla teoria delle glottali, Martinet propose anche in questo caso un inventario originale dei fonemi da attribuire all'indoeuropeo. Condividendo con tutti gli altri glottalisti la necessità di eliminare, per ragioni comparative, la IV serie (quella definita dai Neogrammatici sorda aspirata: */th/), propose di ridefinire le tre serie rimanenti (la sorda */t/, la sonora */d/ e la sonora aspirata */dh/ della ricostruzione neogrammaticale) come sorda glottalizzata/sorda/sorda aspirata: tʔ/t/th. Tale ricostruzione, tipologicamente inappuntabile in quanto presente in numerose lingue reali, non ha tuttavia trovato molti consensi tra gli indoeuropeisti, maggiormente propensi ad accogliere la ricostruzione sorda glottalizzata/sorda/sonora (tʔ/t/d), che appare comparativamente meglio fondata. Tanto sulle laringali quanto sulle glottali il dibattito interno all'indoeuropeistica resta tuttavia aperto.

## Opere

### Saggi
- (FR) La prononciation du français contemporain. Témoignages recueillis en 1941 dans un camp de prisonniers, Parigi, Droz, 1945
- (FR) Initiation pratique a l'anglais, Lione, IAC, 1947
- (FR)  "La double articulation linguistique", Travaux du Cercle linguistique de Copenhague, 5, 1949, pp. 30-37
- Économie des changements phonétiques. Traité de phonologie diachronoque, Berna, Francke, 1955. Ora in:  André Martinet, Économie des changements phonétiques: traité de phonologie diachronique, Nouv. éd., Maisonneuve & Larose, 2004, ISBN 978-2-7068-1788-5.; trad. it.: Economia dei mutamenti fonetici. Trattato di fonologia diacronica, Torino, Einaudi, 1968
- (FR) La description phonologique avec application au parler francoprovençal d'Hauteville (Savoie), Ginevra, Droz, 1956
- Éléments de linguistique générale, Parigi, Armand Colin, 1960; nuova edizione aggiornata 1980. Trad. it.: Elementi di linguistica generale, Roma-Bari, Laterza, 1966
- A functional view of language. Being the Waynflete lectures delivered in the College of St. Mary Magdalen, Oxford, 1961, Oxford, Clarendon, 1962. Trad. it.: La considerazione funzionale del linguaggio [1965], Bologna, Il Mulino, 1984 ISBN 88-15-00559-5; trad. fr.: Langue et fonction, Parigi, Gonthier/Denoël, 1969
- (FR) La linguistique synchronique. Etudes et recherches, Parigi, Presses universitaires de France, 1965
- (FR) Manuel pratique d'allemand, Parigi, Picard, 1965
- André Martinet, Des steppes aux océans: l'indo-européen et les Indo-Européens, collana Langages et sociétés, Payot, 1986, ISBN 978-2-228-14080-5.. Trad. it.: L'indoeuropeo: lingue, popoli e culture, Roma-Bari, Laterza, 1989 ISBN 88-420-2937-8
- (FR) Le français sans fard, Parigi, Presses universitaires de France, 1969
- (FR) Évolution des langues et reconstruction, Parigi, Presses universitaires de France, 1975 ISBN 2130335977
- André Martinet, Syntaxe générale, collana Collection U, A. Colin, 1985, ISBN 978-2-200-31211-4.. Trad. it.:  André Martinet e André Martinet, Sintassi generale, collana Biblioteca universale Laterza, Laterza, 1988, ISBN 978-88-420-3268-7.
- (FR) André Martinet, Fonction et dynamique des langues, collana U, A. Colin, 1989, ISBN 978-2-200-31248-0.
- (FR) Mémoires d'un linguiste, vivre les langues, Parigi, Quai Voltaire, 1993

### Miscellanee
- (EN) Phonology as functional phonetics ("Three lectures delivered before the University of London in 1946"), Londra, Oxford University Press, 1950
- (FR) Les problèmes de la phonétique évolutive (conferenza al 5th International Congress of Phonetic Sciences di Münster), Basilea-New York, Karger, 1964
- (FR) Science linguistique et sciences humaines (conferenza alla Scuola superiore di lingue moderne per interpreti e traduttori di Trieste), Trieste, Università degli Studi, 1982
- (FR) L'indo-européen (U.E.R. de linguistique generale et appliquee, Centre de recherche linguistique, Sorbonne-Université René Descartes), Parigi, Academie de Paris, 1983
- (FR) Science et linguistique, langues et double articulation, in Oeuvres, vol. 1, Cortil-Wodon, Editions modulaires europeennes, 2008 ISBN 9782930481661

### Curatele
- (EN) Linguistics today (con Uriel Weinreich), New York, Linguistic Circle of New York, 1954
- (FR) Le langage, in Encyclopedie de la Pleiade, vol. 25, Parigi, Gallimard, 1968
- (FR) La linguistique. Guide alphabetique (con Jeanne Martinet e Henriette Walter), Paris, Denoël, 1969. Trad. it.: La linguistica. Guida alfabetica, Milano, Rizzoli, 1972
- (FR) Dictionnaire de la prononciation du français dans son usage réel (con Henriette Walter), Parigi, France-expansion, 1973
- (FR) Grammaire fonctionnelle du francais, Paris, Credif, 1979